# Авинов, Александр Павлович
Александр Павлович Авинов (18 марта 1786, Касимовский уезд, Рязанское наместничество — 30 сентября 1854, Санкт-Петербург) — путешественник, адмирал (1852), командир Севастопольского порта, член адмиралтейств-совета.

## Биография
Александр Павлович происходил из старинного дворянского рода Авиновых. При Иване III представители этого рода были выселены из Новгорода и были вынуждены поселиться неподалёку от Рязани. В 1619 году Осип Андреевич Авинов получил в качестве имения деревню Василёво, где 18 марта 1786 года и родился его потомок Александр Павлович Авинов — сын кавалерийского подпоручика Павла Ивановича Авинова (ум.1786).
В 1796 году дядей, вице-адмиралом Н. С. Скуратовым, Александр Авинов был определён в Морской кадетский корпус. С 1801 года, в звании гардемарина, Авинов плавал по Балтийскому морю — в Копенгаген и Любек. Затем, в 1803 году, был послан для практического изучения морского дела на судах английского флота (вместе с М. П. Лазаревым и М. Н. Станюковичем).
С 10 июня 1804 году плавал мичманом на английских судах в Северном Ледовитом и Атлантическом океанах и 9 октября 1805 года участвовал в Трафальгарском сражении  под начальством Горацио Нельсона; после этого боя попал в плен к испанцам и провёл несколько месяцев на острове Пальма. 9 октября 1806 году, служа опять на английской эскадре, находился при бомбардировании Булони.
С 1808 года, возвратившись в Россию, три кампании крейсировал в Балтийском море и затем, с мая 1812-го по сентябрь 1814 года, в чине лейтенанта находился в плавании у берегов Голландии и Англии. В феврале 1814 года, находясь в сражении при Флиссенгене, Авинов стоял в устье Шельды, для защиты бывших в Голландии русских войск. 1815 и 1816 годы провёл в крейсерстве, а в 1817-м перевозил десантные войска из Кале в Россию. 26 ноября 1816 года за беспорочную выслугу 18 шестимесячных морских кампаний был награждён орденом св. Георгия 4-й степени (№ 3295 по списку Григоровича — Степанова).
4 июня 1819 года Авинов отправился в кругосветное плавание старшим офицером на шлюпе «Открытие» под начальством капитан-лейтенанта М. Н. Васильева. Целью экспедиции было описание северных берегов Америки и отыскание от них проходов в Атлантический океан. Суда экспедиции, от Камчатки, через Берингов пролив, прошли Ледовитым морем до 72° северной широты, где встретили сплошные льды, принудившие мореплавателей воротиться назад.
Для второй кампании в Ново-Архангельске построен был бот, вверенный Авинову и Р. Р. Галлу, которым поручено было описать американский берег между мысами Невенгам и Дерби. На боте плавание в бурном море представляло необычайные трудности, так как волнение заливало палубу, останавливая работу на целые дни. Несмотря на всё это, Авинов за два месяца прошёл по широте весь Тихий океан, хотя и не доходил до мыса Дерби, окончив кампанию прибытием в Петропавловский порт, откуда последовало возвращение в Кронштадт (19 августа 1822 года). За эту экспедицию Авинов получил пенсию на службе и чин капитан-лейтенанта. Один из открытых им в Бристольском заливе мысов (59°43′ с. ш. и 204°5′ в. д.) назван (в 1821 году) его именем.
С 1823 по 1827 годы находился в Кронштадте, произведён в конце 1822 года в чин капитана 2-го ранга. Командуя 84-пушечным кораблём «Гангут», поступил в эскадру контр-адмирала графа Л. П. Гейдена, отплывшую в Средиземное море. Гейден, как известно, прибыл к Наварину, когда его уже блокировала английская эскадра Э. Кодрингтона. К 1 октября прибыла и французская эскадра контр-адмирала А. де Риньи. Соединённый флот решился войти в Наваринскую бухту и заставить турок ничего не предпринимать против греков.
8 октября 1827 года корабли двинулись по диспозиции в бухту, но были встречены огнём с турецких судов и батарей. Это и вызвало общую канонаду турецкого флота, числом орудий превосходившего союзников. Перевес численности орудий, однако, не помог и после четырёхчасового ожесточённого боя, турецко-египетский флот был окончательно истреблён. В разгаре боя на корабль «Гангут» пущен был турками громадный зажженный брандер. Авинов успел огнём всей своей артиллерии потопить его, не допустив до корабля. Затем, пущенный неприятелем на союзную эскадру египетский адмиральский фрегат «Лагерьер» врезался в «Гангут». В этом последнем случае, дабы предупредить гибель от взрыва остальных близстоящих союзных судов, рискуя каждый момент сам взлететь на воздух, Авинов снялся с якоря и, выйдя на свободную воду, принялся за тушение пожара и освобождение своего корабля от горевшего неприятельского фрегата. Прорубив ему дно, он потопил фрегат.

Не нахожу достаточно выражений, дабы изъяснить в. в-ву храбрость, присутствие духа и усердие капитанов, офицеров и нижних чинов, оказанные ими во время кровопролитного сего сражения; они дрались, как львы, против сильного и упорного неприятеля, а в особенности отличились капитаны Лазарев, Авинов, Свинкин, Богданович и Хрущев…— Из рапорта командующего русской эскадрой контр-адмирала графа Л. П. фон Гейдена на Высочайшее имя
За заслуги в Наваринском сражении Авинов был произведён в капитаны 1-го ранга и награждён орденом св. Владимира 3-й степени и получил соответствующие награды от французского (Орден Святого Людовика), английского (орден Бани) и греческого (Командорский крест) королей. Корабль его потребовал очень сложного ремонта, так что, прозимовав на Мальте, вернулся в Кронштадт только 22 июля 1828 года.
В 1829 году Авинов был назначен командиром нового 110-пушечного корабля «Император Пётр I», но вместо плавания на нём Авинов был послан в Америку, для покупки корвета с новейшими приспособлениями и для ознакомления с усовершенствованной системой судостроения. Из этой командировки Авинов вернулся контр-адмиралом (произведён 7 октября 1830 года) и, получив за исполнение поручения Высочайшее благоволение (5 февраля 1831 г.), назначен командиром 3-й бригады 4-й флотской дивизии.
16 января 1834 г. тотчас по назначении М. П. Лазарева главным командиром Черноморского флота стал начальником штаба Черноморского флота. В 1832 году награждён орденом Святого Станислава 1-й степени.

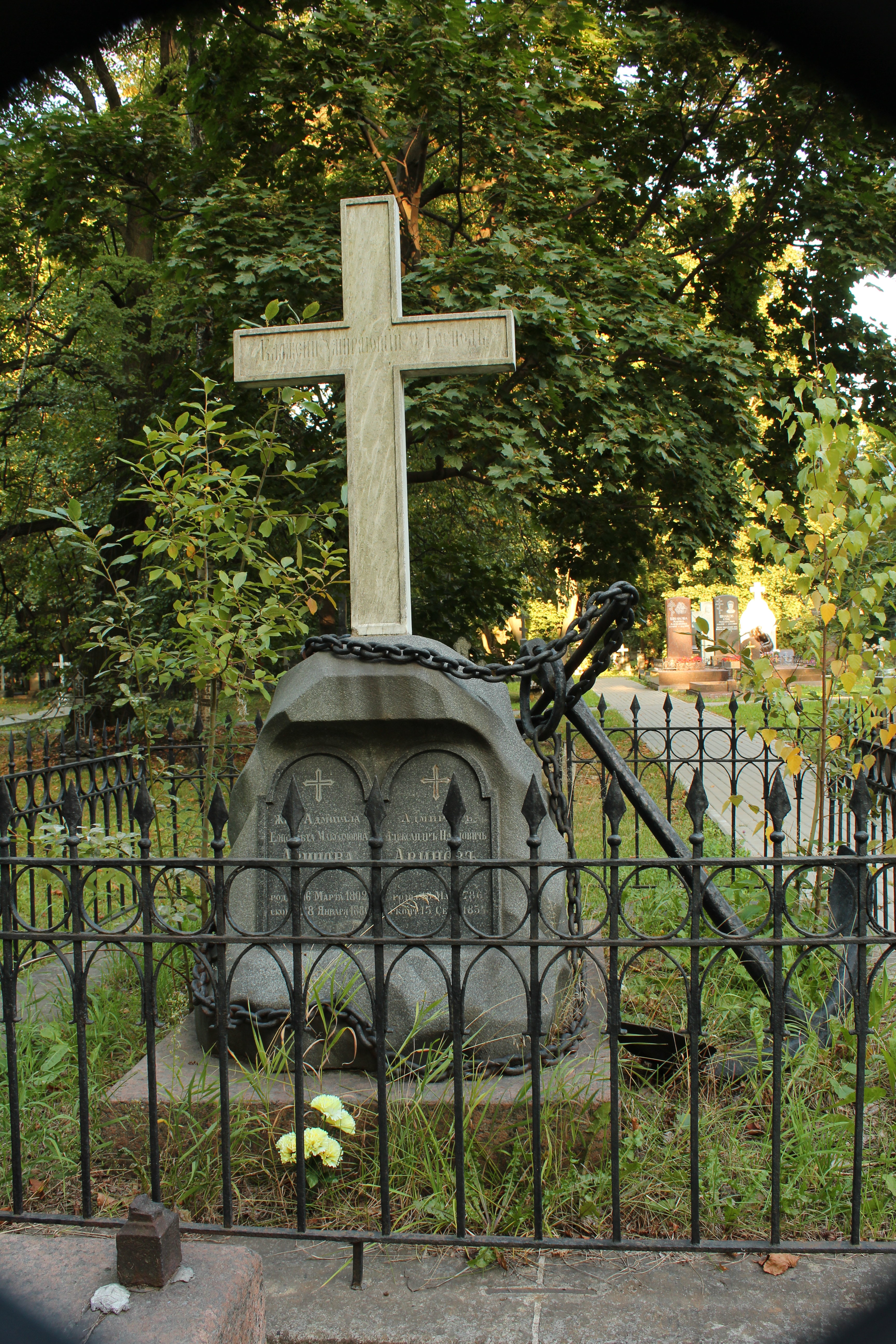
Могила А. П. Авинова

В 1836—1837 годах Авинов крейсировал по Чёрному морю, командуя 2-й практической эскадрой, 6 декабря 1837 года произведён в чин вице-адмирала, с назначением командиром Севастопольского порта. По вооружению его и обращению в первоклассный порт, состоя председателем комитетов о построении Адмиралтейства и сухих доков, он оказывался деятельным сотрудником М. П. Лазарева. В 1837 году награждён орденом Святого Владимира 2-й степени.
С 1841 году Авинов был военным губернатором Севастополя. Кипучая деятельность следующих восьми лет прекратилась болезнью Авинова, начавшейся с известия о смерти сына, утонувшего в Пирее. В 1845 году награждён орденом Белого орла.
В 1849 году из-за болезни он вынужден был просить о назначении на должность, более соответствующую его здоровью. Авинов высочайшим приказом от 3 апреля 1849 года был назначен членом Адмиралтейств-совета, а 2 октября 1852 был произведён в адмиралы. Здоровье его в Санкт-Петербурге, казалось, улучшилось и ко дню юбилея — 50-летнего служения в офицерских чинах (10 июня 1854 года) — он был вполне здоров, но с первых чисел следующего сентября почувствовал расстройство здоровья вследствие простуды, и 30 сентября его не стало. Похоронен на Новодевичьем кладбище.

## Семья
Был женат на Елизавете Максимовне Коробка, дочери вице-адмирала М. П. Коробки. Её сестра, Марфа, была замужем за вице-адмиралом А. А. Дурасовым. Их дети:
- Александра — замужем за Николаем Александровичем Ридингером
- Иван
- Василий (1826—1849)
- Сергей (1831—1906)
- Митрофан (1833—1871)
- Фёдор (1835—1903)
- Анна
- Александр (1838—1867)
- Михаил (13.9.1840—17.3.1843)[6]
- Николай (1844—1911)